# Avenida Wilson (línea Canarsie)
La Avenida Wilson es una estación en la línea Canarsie del Metro de Nueva York de la división B del Brooklyn–Manhattan Transit Corporation. La estación se encuentra localizada en Bushwick, Brooklyn entre la Avenida Wilson y la Calle Boffat. La estación es servida en varios horarios por los trenes del Servicio .

## Enlaces externos

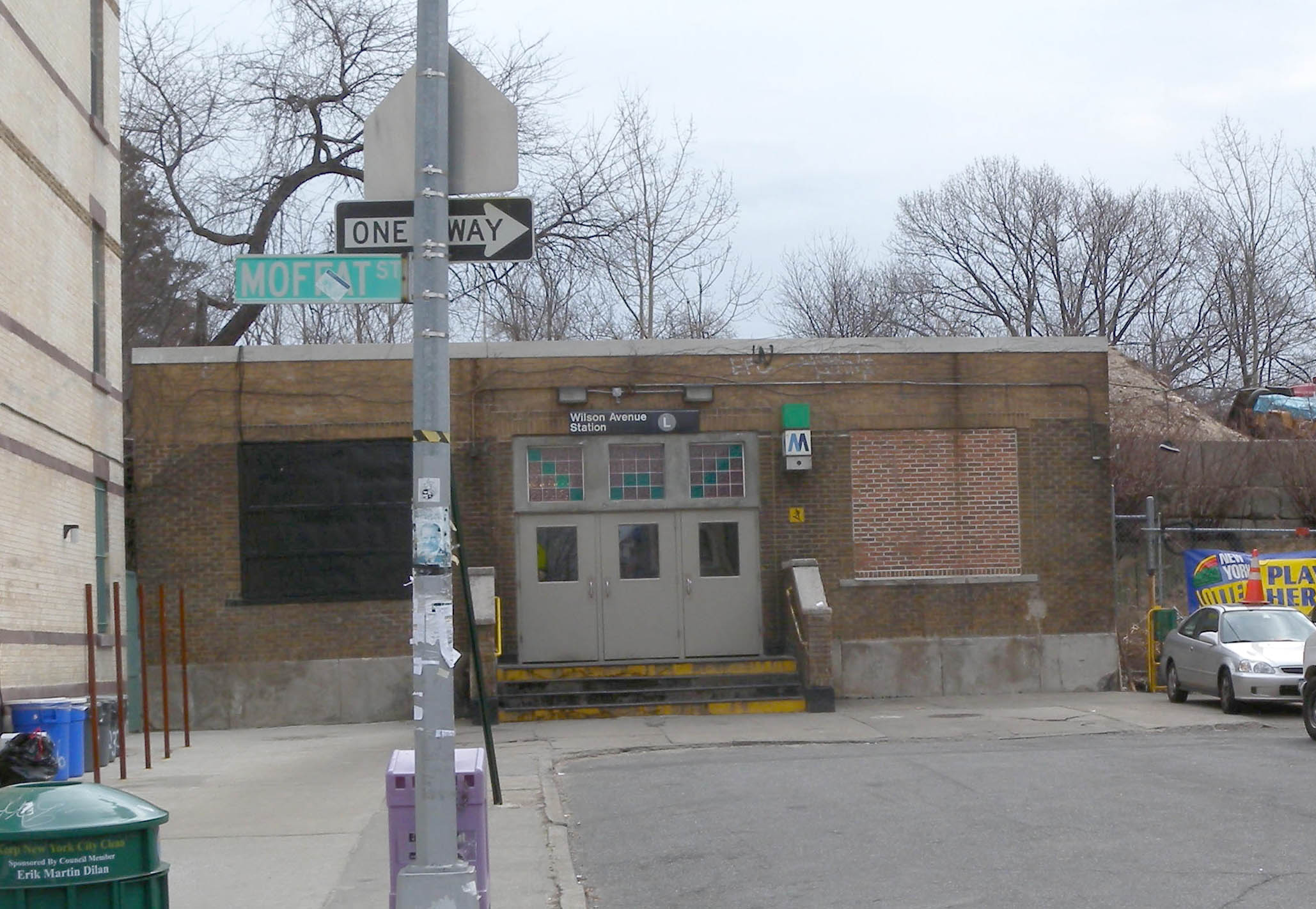
Entrada.